# Mistrzostwa Japonii w Łyżwiarstwie Figurowym 2020
Mistrzostwa Japonii w łyżwiarstwie figurowym 2020 – 88. zawody mające na celu wyłonienie najlepszych łyżwiarzy figurowych w Japonii. W ramach mistrzostw Japonii rozgrywano m.in.:
- Mistrzostwa Japonii Seniorów – 18–22 grudnia 2019 w Tokio,
- Mistrzostwa Japonii Juniorów – 15–17 listopada 2019 w Jokohamie.

Osiągnięte rezultaty na zawodach krajowych determinują skład reprezentacji Japonii na Mistrzostwa Świata 2020, Mistrzostwa Świata Juniorów 2020, Mistrzostwa Czterech Kontynentów 2020 oraz Zimowe Igrzyska Olimpijskie Młodzieży 2020.

## Wyniki

### Kategoria seniorów

#### Soliści
| Poz.                                 | Zawodnik             | Nota łączna | SP  | SP     | FS  | FS     |
| ------------------------------------ | -------------------- | ----------- | --- | ------ | --- | ------ |
| 1                                    | Shōma Uno            | 290,57      | 2   | 105,71 | 1   | 184,86 |
| 2                                    | Yuzuru Hanyū         | 282,77      | 1   | 110,72 | 3   | 172,05 |
| 3                                    | Yuma Kagiyama        | 257,99      | 7   | 77,41  | 2   | 180,58 |
| 4                                    | Keiji Tanaka         | 252,44      | 4   | 80,90  | 4   | 171,54 |
| 5                                    | Shun Satō            | 246,50      | 3   | 82,68  | 6   | 163,82 |
| 6                                    | Kazuki Tomono        | 244,69      | 11  | 73,06  | 5   | 171,63 |
| 7                                    | Sōta Yamamoto        | 220,49      | 13  | 68,16  | 7   | 152,33 |
| 8                                    | Mitsuki Sumoto       | 220,28      | 12  | 72,81  | 8   | 147,47 |
| 9                                    | Hiroaki Satō         | 215,23      | 6   | 78,84  | 11  | 136,39 |
| 10                                   | Koshiro Shimada      | 212,24      | 5   | 80,59  | 13  | 131,65 |
| 11                                   | Lucas Tsuyoshi Honda | 209,96      | 9   | 75,72  | 12  | 134,24 |
| 12                                   | Daisuke Takahashi    | 204,31      | 14  | 65,95  | 10  | 138,36 |
| 13                                   | Ryūju Hino           | 202,73      | 18  | 62,47  | 9   | 140,26 |
| 14                                   | Yuto Kishina         | 198,77      | 8   | 77,15  | 18  | 121,62 |
| 15                                   | Taichiro Yamakuma    | 194,01      | 15  | 64,88  | 14  | 129,13 |
| 16                                   | Shu Nakamura         | 193,39      | 10  | 74,39  | 19  | 119,00 |
| 17                                   | Jun Suzuki           | 189,30      | 17  | 63,49  | 16  | 125,81 |
| 18                                   | Kazuki Kushida       | 187,38      | 23  | 58,66  | 15  | 128,72 |
| 19                                   | Nozomu Yoshioka      | 180,62      | 16  | 64,56  | 20  | 116,06 |
| 20                                   | Junya Watanabe       | 180,38      | 24  | 58,21  | 17  | 122,17 |
| 21                                   | Koshin Yamada        | 173,35      | 19  | 62,17  | 22  | 111,18 |
| 22                                   | Taichi Honda         | 173,08      | 20  | 61,22  | 21  | 111,86 |
| 23                                   | Takayuki Yamamoto    | 150,06      | 22  | 59,27  | 23  | 90,79  |
| WD                                   | Naoki Oda            | DNF         | 21  | 61,18  | DNF | DNF    |
| Nie awansowali do programu dowolnego |                      |             |     |        |     |        |
| 25                                   | Kosuke Nakano        | NQ          | 25  | 56,92  | NQ  | NQ     |
| 26                                   | Hidetsugu Kamata     | NQ          | 26  | 55,30  | NQ  | NQ     |
| 27                                   | Junsuke Tokikuni     | NQ          | 27  | 53,59  | NQ  | NQ     |
| 28                                   | Reo Ishizuka         | NQ          | 28  | 52,41  | NQ  | NQ     |
| 29                                   | Yuki Kunikata        | NQ          | 29  | 46,36  | NQ  | NQ     |
| WD                                   | Tatsuya Tsuboi       | DNS         | DNS | DNS    | DNS | DNS    |

#### Solistki
| Poz.                                 | Zawodniczka      | Nota łączna | SP | SP    | FS | FS     |
| ------------------------------------ | ---------------- | ----------- | -- | ----- | -- | ------ |
| 1                                    | Rika Kihira      | 229,20      | 1  | 73,98 | 1  | 155,22 |
| 2                                    | Wakaba Higuchi   | 206,61      | 4  | 68,10 | 2  | 138,51 |
| 3                                    | Tomoe Kawabata   | 193,96      | 7  | 65,53 | 3  | 128,43 |
| 4                                    | Satoko Miyahara  | 191,43      | 2  | 70,11 | 6  | 121,32 |
| 5                                    | Yuhana Yokoi     | 190,92      | 9  | 62,90 | 4  | 128,02 |
| 6                                    | Kaori Sakamoto   | 188,26      | 3  | 69,95 | 7  | 118,31 |
| 7                                    | Rin Nitaya       | 184,26      | 10 | 62,27 | 5  | 121,99 |
| 8                                    | Marin Honda      | 181,34      | 6  | 65,92 | 8  | 115,42 |
| 9                                    | Yuka Nagai       | 173,88      | 8  | 64,78 | 12 | 109,10 |
| 10                                   | Shiika Yoshioka  | 171,44      | 11 | 60,89 | 11 | 110,55 |
| 11                                   | Mako Yamashita   | 170,75      | 5  | 66,64 | 16 | 104,11 |
| 12                                   | Saki Miyake      | 169,51      | 16 | 54,26 | 9  | 115,25 |
| 13                                   | Mana Kawabe      | 169,28      | 14 | 56,52 | 10 | 112,76 |
| 14                                   | Hina Takeno      | 168,57      | 12 | 59,52 | 13 | 109,05 |
| 15                                   | Chisato Uramatsu | 167,21      | 13 | 59,16 | 14 | 108,05 |
| 16                                   | Akari Matsubara  | 155,31      | 23 | 50,43 | 15 | 104,88 |
| 17                                   | Hinano Isobe     | 152,59      | 19 | 51,45 | 17 | 101,14 |
| 18                                   | Mone Chiba       | 150,50      | 17 | 52,76 | 19 | 97,74  |
| 19                                   | Hanna Yoshida    | 149,72      | 21 | 50,96 | 18 | 98,76  |
| 20                                   | Ibuki Sato       | 146,14      | 24 | 50,35 | 20 | 95,79  |
| 21                                   | Yura Matsuda     | 146,05      | 18 | 52,34 | 21 | 93,71  |
| 22                                   | Honoka Hirotani  | 143,63      | 15 | 54,68 | 22 | 88,95  |
| 23                                   | Sakura Yamada    | 138,92      | 20 | 50,99 | 23 | 87,93  |
| 24                                   | Kona Tsuuchi     | 136,42      | 22 | 50,83 | 24 | 85,59  |
| Nie awansowały do programu dowolnego |                  |             |    |       |    |        |
| 25                                   | Chihiro Inoue    | NQ          | 25 | 47.54 | NQ | NQ     |
| 26                                   | Rino Kasakake    | NQ          | 26 | 47.52 | NQ | NQ     |
| 27                                   | Nina Takeno      | NQ          | 27 | 46.06 | NQ | NQ     |
| 28                                   | Miyabi Oba       | NQ          | 28 | 45.33 | NQ | NQ     |
| 29                                   | Rika Oya         | NQ          | 29 | 35.98 | NQ | NQ     |

#### Pary sportowe
| Poz. | Zawodnicy                   | Nota łączna | SP | SP    | FS | FS     |
| ---- | --------------------------- | ----------- | -- | ----- | -- | ------ |
| 1    | Riku Miura / Ryuichi Kihara | 170,11      | 1  | 53,95 | 1  | 116,16 |

#### Pary taneczne
| Poz. | Zawodnicy                        | Nota łączna | RD | RD    | FD | FD    |
| ---- | -------------------------------- | ----------- | -- | ----- | -- | ----- |
| 1    | Misato Komatsubara / Tim Koleto  | 163,31      | 1  | 63,79 | 1  | 99,52 |
| 2    | Rikako Fukase / Eichu Cho        | 146,55      | 2  | 59,77 | 2  | 86,78 |
| 3    | Kiria Hirayama / Kenta Ishibashi | 138,13      | 4  | 54,68 | 3  | 83,45 |
| 4    | Yuka Edamura / Daiki Shimazaki   | 131,02      | 3  | 55,35 | 4  | 75,67 |

### Kategoria juniorów

#### Soliści
| Poz.                                 | Zawodnik             | Nota łączna | SP | SP    | FS | FS     |
| ------------------------------------ | -------------------- | ----------- | -- | ----- | -- | ------ |
| 1                                    | Yuma Kagiyama        | 251,01      | 1  | 79,92 | 1  | 171,09 |
| 2                                    | Shun Satō            | 213,20      | 3  | 74,19 | 2  | 139,01 |
| 3                                    | Lucas Tsuyoshi Honda | 194,75      | 4  | 74,14 | 6  | 120,61 |
| 4                                    | Tatsuya Tsuboi       | 192,77      | 6  | 68,83 | 3  | 123,94 |
| 5                                    | Nozomu Yoshioka      | 184,35      | 9  | 61,98 | 5  | 122,37 |
| 6                                    | Yuto Kishina         | 183,57      | 2  | 74,29 | 12 | 109,28 |
| 7                                    | Sena Miyake          | 180,56      | 5  | 70,53 | 11 | 110,03 |
| 8                                    | Kao Miura            | 180,40      | 15 | 57,86 | 4  | 122,54 |
| 9                                    | Shingo Nishiyama     | 175,94      | 8  | 64,59 | 8  | 111,35 |
| 10                                   | Takeru Kataise       | 175,12      | 14 | 59,08 | 7  | 116,04 |
| 11                                   | Kosho Oshima         | 169,43      | 13 | 59,16 | 9  | 110,27 |
| 12                                   | Ryusei Kikuchi       | 166,66      | 10 | 61,80 | 16 | 104,86 |
| 13                                   | Kazuki Hasegawa      | 165,35      | 12 | 60,44 | 15 | 104,91 |
| 14                                   | Shunsuke Nakamura    | 164,93      | 16 | 57,80 | 13 | 107,13 |
| 15                                   | Haruya Sasaki        | 163,49      | 7  | 64,69 | 18 | 98,80  |
| 16                                   | Keisuke Kadowaki     | 161,55      | 11 | 61,35 | 17 | 100,20 |
| 17                                   | Shuntaro Asaga       | 159,51      | 17 | 49,38 | 10 | 110,13 |
| 18                                   | Takumi Sugiyama      | 150,16      | 24 | 44,11 | 14 | 106,05 |
| 19                                   | Sumitada Moriguchi   | 145,08      | 19 | 47,50 | 19 | 97,58  |
| 20                                   | Haru Kakiuchi        | 132,85      | 18 | 47,88 | 20 | 84,97  |
| 21                                   | Ryoga Morimoto       | 129,15      | 21 | 45,80 | 21 | 83,35  |
| 22                                   | Shuji Fujishiro      | 126,09      | 23 | 44,60 | 22 | 81,49  |
| 23                                   | Minato Shiga         | 124,71      | 22 | 44,70 | 23 | 80,01  |
| 24                                   | Yoshimasa Hori       | 123,35      | 20 | 46,58 | 24 | 76,77  |
| Nie awansowali do programu dowolnego |                      |             |    |       |    |        |
| 25                                   | Ibuki Oonaka         | NQ          | 25 | 43,07 | NQ | NQ     |
| 26                                   | Sakura Odagaki       | NQ          | 26 | 42,37 | NQ | NQ     |
| 27                                   | Kairi Kato           | NQ          | 27 | 42,19 | NQ | NQ     |
| 28                                   | Tomoki Kimura        | NQ          | 28 | 40,02 | NQ | NQ     |
| 29                                   | Hiroto Honda         | NQ          | 29 | 34,59 | NQ | NQ     |

#### Solistki
| Poz.                                 | Zawodnik         | Nota łączna | SP | SP    | FS | FS     |
| ------------------------------------ | ---------------- | ----------- | -- | ----- | -- | ------ |
| 1                                    | Mana Kawabe      | 193,57      | 1  | 64,95 | 1  | 128,62 |
| 2                                    | Tomoe Kawabata   | 178,95      | 2  | 63,55 | 2  | 115,40 |
| 3                                    | Hanna Yoshida    | 167,86      | 10 | 52,75 | 3  | 115,11 |
| 4                                    | Momoka Hatasaki  | 164,95      | 8  | 56,32 | 4  | 108,63 |
| 5                                    | Shiika Yoshioka  | 163,63      | 4  | 60,78 | 7  | 102,85 |
| 6                                    | Mone Chiba       | 161,59      | 7  | 56,51 | 6  | 106,58 |
| 7                                    | Chisato Uramatsu | 158,28      | 11 | 52,47 | 5  | 105,81 |
| 8                                    | Moa Iwano        | 157,92      | 6  | 58,31 | 11 | 99,61  |
| 9                                    | Rino Matsuike    | 156,70      | 3  | 61,91 | 14 | 94,79  |
| 10                                   | Azusa Tanaka     | 153,93      | 5  | 58,58 | 13 | 95,35  |
| 11                                   | Kinayu Yokoi     | 150,73      | 15 | 50,16 | 9  | 100,57 |
| 12                                   | Rika Tejima      | 150,57      | 17 | 49,19 | 8  | 101,38 |
| 13                                   | Rei Yoshimoto    | 148,51      | 12 | 52,21 | 12 | 96,30  |
| 14                                   | Ayumi Shibayama  | 148,44      | 22 | 47,97 | 10 | 100,47 |
| 15                                   | Riko Takino      | 145,12      | 13 | 52,01 | 15 | 93,11  |
| 16                                   | Nana Araki       | 141,54      | 9  | 54,24 | 19 | 87,30  |
| 17                                   | Kiri Hirakane    | 140,49      | 16 | 49,71 | 17 | 90,78  |
| 18                                   | Marisa Yoda      | 140,48      | 21 | 48,67 | 16 | 91,81  |
| 19                                   | Maria Egawa      | 136,97      | 14 | 50,34 | 20 | 86,63  |
| 20                                   | Serina Okada     | 136,21      | 23 | 46,45 | 18 | 89,76  |
| 21                                   | Natsu Suzuki     | 134,95      | 18 | 49,19 | 21 | 85,76  |
| 22                                   | Noa Hozumi       | 129,63      | 20 | 48,86 | 22 | 80,77  |
| 23                                   | Kana Yanagawa    | 126,09      | 24 | 46,13 | 23 | 79,96  |
| 24                                   | Yukari Yamane    | 117,29      | 19 | 48,86 | 24 | 68,43  |
| Nie awansowały do programu dowolnego |                  |             |    |       |    |        |
| 25                                   | Sakurako Tanabe  | NQ          | 25 | 45,75 | NQ | NQ     |
| 26                                   | Himari Miura     | NQ          | 26 | 44,67 | NQ | NQ     |
| 27                                   | Ryo Nakagawa     | NQ          | 27 | 44,18 | NQ | NQ     |
| 28                                   | Sara Honda       | NQ          | 28 | 41,62 | NQ | NQ     |
| 29                                   | Miyu Yunoki      | NQ          | 29 | 40,34 | NQ | NQ     |
| 30                                   | Hinako Katayama  | NQ          | 30 | 36,85 | NQ | NQ     |

#### Pary taneczne
| Poz. | Zawodnicy                         | Nota łączna | RD | RD    | FD | FD    |
| ---- | --------------------------------- | ----------- | -- | ----- | -- | ----- |
| 1    | Utana Yoshida / Shingo Nishiyama  | 147,55      | 1  | 57,49 | 1  | 90,06 |
| 2    | Ayumi Takanami / Yoshimitsu Ikeda | 130,21      | 2  | 53,93 | 2  | 76,28 |